# Опекотине (ТВ филм)
„Опекотине” је југословенски ТВ филм из 1977. године. Режирао га је Каменко Калуђерчић а сценарио је написао Миленко Вучетић.

## Улоге
| Глумац             | Улога |
| ------------------ | ----- |
| Олга Спиридоновић  |       |
| Милутин Мића Татић |       |